# Modiomorphida
Modiomorphida zijn een uitgestorven orde van de tweekleppigen.

## Taxonomie
De volgende taxa zijn bij de orde ingedeeld:
- Superfamilie: † Modiomorphoidea (S.A. Miller, 1877)